# Carcassona
Carcassona (em occitano: Carcassona; em francês: Carcassonne, forma também usada em português) é uma comuna francesa do departamento de Aude na região de Occitânia. Em 2010 a comuna tinha 47 795 habitantes (densidade: 734,4 hab./km²). Em 2009, residiam na área urbana 96 420 pessoas.
A cidade situa-se numa região povoada desde o Neolítico, na planície do Aude, na encruzilhada de dois importantes eixos de circulação, usados desde a Pré-história, que ligam o Oceano Atlântico ao Mediterrâneo e o Maciço Central francês aos Pirenéus. Encontra-se 90 quilómetros a sudeste de Toulouse, 60 km a oeste de Narbona e cerca de 70 km a oeste da costa mediterrânica. É conhecida pela sua cidadela, construída c. 890–910, para defesa contra os ataques dos normandos e inscritas na lista do Património Mundial desde 1997.

## Toponímia
O primeiro topónimo conhecido da cidade é Carcasso. Plínio, o Velho (século I d.C.) cita esse nome, ou mais precisamente Cascasso dos Volcas Tectósagos (em latim: Carcaso Volcarum Tectosage), mas aparentemente o nome já existia no século XIV a.C. O nome em occitano (Carcassona) deriva diretamente da forma latina. Os francos, que tomaram a cidade aos sarracenos no século VIII, chamaram à cidade Karkashuna. Outros nomes conhecidos são Carcasona e Carcassiona.
Lenda da origem do nome
Segundo uma lenda local, o nome da cidade data do início do século IX, quando estava nas mãos dos sarracenos. A lenda reza que Carlos Magno cercou a cidade, mas a governante local, a Dama Carcas resistiu tenazmente. Os dois exércitos tinham poucos mantimentos e os soldados ficaram famintos. Quando não restava mais do que uma medida de trigo e um pequeno porco na cidade, a Dama Carcas teve uma ideia para desmoralizar os inimigos
O porco foi alimentado com o trigo e depois foi lançado por cima das muralhas para os sitiantes. Pensando que a cidade tinha ainda muitos mantimentos, Carlos Magno levantou o cerco. Nesse momento, a Dama Carcas fez soar as trompetas, o que fez o imperador franco voltar atrás e a Dama Carcas propôs-lhe então a paz. Daí vem a expressão "Carcas sonne" (lit: "Carcas soa").
Historicamente, a reconquista das terras do Languedoque ocorreu durante o reinado do pai de Carlos Magno, Pepino, o Breve, em meados do século VIII, quando Carlos era adolescente, pelo que é pouco provável que tivesse comandado um cerco a Carcassona.

## Geografia

### Localização
Carcassona situa-se no sul de França, na região natural conhecida como o Carcassès ou o Carcassonnais, uma planície limitada pela Montanha Negra a norte, o maciço das Corbières a leste, a planície do Lauragais a oeste e o vale do Aude a sul.
Em termos geológicos, planície é constituída por depósitos recentes trazidos pelo Aude e provenientes dos Pirenéus. Esses depósitos são chamados molassa de Carcassona, a qual se carateriza por uma alternância de arenito, conglomerados e margas arenosas fluviais datadas do Eoceno.
A cidade é cruzada por três cursos de água: o rio Aude, o Fresquel e o canal do Midi.
| Comunas limítrofes de Carcassona |                             |                         |
| Pennautier • Pezens              | Villemoustaussou            | Villalier • Villedubert |
| Caux-et-Sauzens                  |                             | Berriac • Trèbes        |
| Lavalette • Roullens • Alairac   | Cavanac • Cazilhac • Palaja | Montirat                |

A comuna é tradicionalmente dividida em duas, a cidade baixa, que ocupa as margens do rio Aude a ocidente, e a cidade alta (ou cité; cidadela), que ocupa a colina debruçada sobre o Aude. A cidadela ocupa uma pequena meseta formada pela erosão do Aude, a cerca de 150 metros de altitude. A cidade baixa situa-se ao nível do Aude, a 100 metros de altitude.
O Aude chega a Carcassona depois do seu périplo montanhoso nas gargantas do vale alto do Aude, no maciço do Carlit (parte dos Pirenéus). À sua passagem pela cidade já é um rio mais calmo, que passa na zona de Païcherou, ao longo do cemitério de Saint-Michel, e depois divide-se em dois braços formando a chamada "ilha do Rei". Há quatro pontes sobre o Aude: a Ponte Garigliano, a Pont-Vieux (Ponte Velha), acessível só a peões, a Pont Neuf (Ponte Nova) e a Pont de l'Avenir (Ponte do Futuro). O canal do Midi passa igualmente na cidade entre a estação ferroviária e o jardim André Chénier, ao lado da bastide Saint-Louis.

### Clima
A estação meteorológica de Carcassona-Salvaza mede quotidianamente vários parâmetros meteorológicos desde 1948, mas há registos de medições regulares desde 1849, que se devem à colocação de um pluviómetro por iniciativa de Don de Cépian, um engenheiro do departamento.
Segundo a classificação climática de Köppen-Geiger, o clima de Carcassona é do tipo Cfa, subtropical húmido, uma ocorrência invulgar na França metropolitana, onde o clima fora das zonas altas é maioritariamente do tipo Cfb (oceânico ou Csa (mediterrânico).

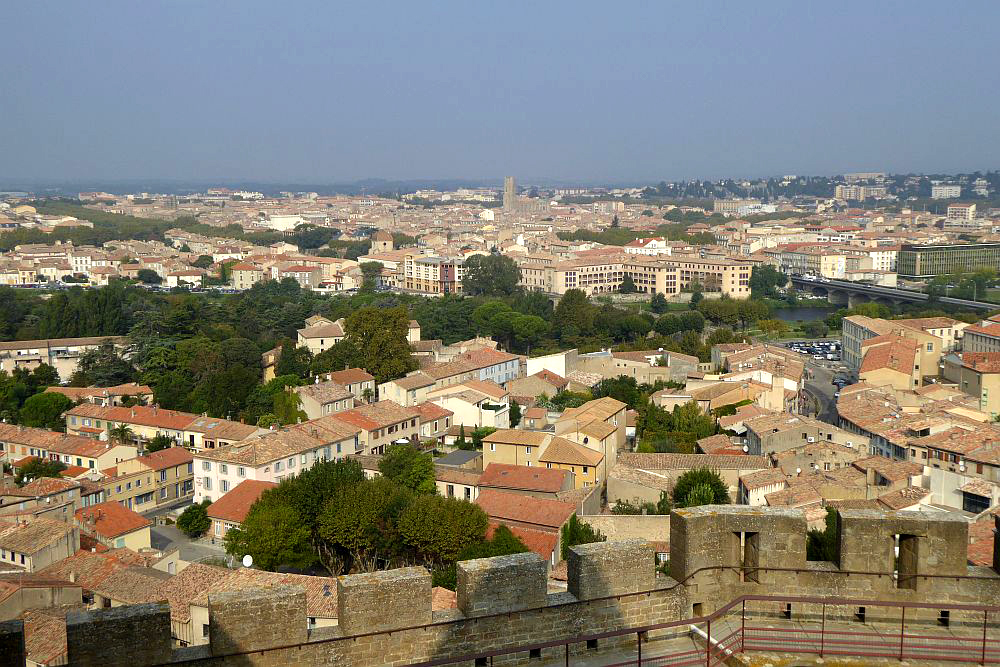
Vista parcial da cidade desde a cidadel. A torre ao fundo é da igreja de São Vicente.

O verão é relativamente quente e seco, principalmente em julho; o outono e inverno são amenos, com geadas e gelo relativamente raros. As chuvas repartem-se de forma mais ou menos equitativa entre os meses de outubro e maio. As precipitações mais intensas ocorrem no outono, no mês de outubro, e na primavera, no mês de abril. As chuvas de verão ocorrem geralmente sob a forma de trovoadas, por vezes violentas e com granizo, que são desastrosas para as vinhas abundantes na região. Em média ocorrem anualmente 19 trovoadas e 14 dias de nevoeiro. Neva ocasionalmente, em média sete dias por ano, entre dezembro e março. Durante o inverno de 2009/2010, a neve cobriu o solo durante 15 dias, o que não acontecia há mais de meio século. A 13 de janeiro a espessura da neve atingiu os 40 cm. Há notícias de que no inverno de 1913/1914 a neve teria atingido um metro de altura, mas os registos são incertos.
O recorde de temperatura máxima (41,9°C) foi registado em 13 de agosto de 2003 e o de temperatura mínima (-15,2°C]) ocorreu em 4 de fevereiro de 1963. Durante alguns invernos mais frios, como foi o caso dos de 1956, 1963, 1985 e 2012, o índice de resfriamento pode chegar a baixar aos -20°C ou até -25°C devidos aos ventos fortes de noroeste. A área é muito ventosa, registando-se anualmente em média mais de 117 dias com ventos superiores a 55 km/h. Os ventos dominantes são de leste, marítimos e de oeste, estes chamados de Cers. A insolação é elevada, superior a 2 190 horas por ano no período 1961—1990.
Entre as ocorrências meteorológicas excecionais destacam-se várias cheias do Aude em 1872, 1875 e 1891. Nestas últimas, as águas subiram oito metros, inundando toda a parte baixa da cidade. Em agosto de 2012 Carcassona foi fustigada por um tornado que provocou grandes estragos, como plátanos quebrados, telhados destruídos, etc.
| Dados climatológicos para Carcassona | Dados climatológicos para Carcassona | Dados climatológicos para Carcassona | Dados climatológicos para Carcassona | Dados climatológicos para Carcassona | Dados climatológicos para Carcassona | Dados climatológicos para Carcassona | Dados climatológicos para Carcassona | Dados climatológicos para Carcassona | Dados climatológicos para Carcassona | Dados climatológicos para Carcassona | Dados climatológicos para Carcassona | Dados climatológicos para Carcassona | Dados climatológicos para Carcassona |
| Mês                                  | Jan                                  | Fev                                  | Mar                                  | Abr                                  | Mai                                  | Jun                                  | Jul                                  | Ago                                  | Set                                  | Out                                  | Nov                                  | Dez                                  | Ano                                  |
| ------------------------------------ | ------------------------------------ | ------------------------------------ | ------------------------------------ | ------------------------------------ | ------------------------------------ | ------------------------------------ | ------------------------------------ | ------------------------------------ | ------------------------------------ | ------------------------------------ | ------------------------------------ | ------------------------------------ | ------------------------------------ |
| Temperatura máxima recorde (°C)      | 21,1                                 | 23,6                                 | 27,3                                 | 31                                   | 35,2                                 | 39,8                                 | 40,2                                 | 41,9                                 | 36,4                                 | 31                                   | 26,2                                 | 22,4                                 | 41,9                                 |
| Temperatura máxima média (°C)        | 9,2                                  | 10,8                                 | 13,3                                 | 16,1                                 | 20                                   | 24,4                                 | 27,9                                 | 26,9                                 | 24,1                                 | 19                                   | 13                                   | 9,8                                  | 17,9                                 |
| Temperatura média (°C)               | 5,9                                  | 7,2                                  | 9,1                                  | 11,7                                 | 15,3                                 | 19,1                                 | 22,1                                 | 21,5                                 | 19                                   | 14,8                                 | 9,6                                  | 6,7                                  | 13,5                                 |
| Temperatura mínima média (°C)        | 2,7                                  | 3,7                                  | 4,9                                  | 7,4                                  | 10,5                                 | 13,8                                 | 16,3                                 | 16,1                                 | 13,9                                 | 10,7                                 | 6,7                                  | 3,5                                  | 9,1                                  |
| Temperatura mínima recorde (°C)      | −12,5                                | −15,2                                | −7,5                                 | −1,6                                 | 0,9                                  | 6                                    | 8,4                                  | 8,2                                  | 2,9                                  | −2                                   | −6,8                                 | −12                                  | −15,2                                |
| Precipitação (mm)                    | 67,3                                 | 67,7                                 | 64,8                                 | 71,5                                 | 62,3                                 | 43,0                                 | 29,1                                 | 43,2                                 | 46,1                                 | 74                                   | 56,7                                 | 69,4                                 | 695,1                                |
| Dias com precipitação                | 10                                   | 9,4                                  | 9,6                                  | 9,7                                  | 8,5                                  | 5,9                                  | 4,5                                  | 5,4                                  | 5,6                                  | 7,5                                  | 8,5                                  | 9,3                                  | 93,9                                 |
| Dias com neve                        | 2,1                                  | 2,1                                  | 0,9                                  | 0,3                                  | 0                                    | 0                                    | 0                                    | 0                                    | 0                                    | 0                                    | 0,6                                  | 1,4                                  | 7,4                                  |
| Humidade relativa (%)                | 82                                   | 79                                   | 74                                   | 74                                   | 72                                   | 69                                   | 64                                   | 68                                   | 73                                   | 80                                   | 82                                   | 84                                   | 75,08                                |
| Insolação (h)                        | 97                                   | 120                                  | 173                                  | 188                                  | 215                                  | 240                                  | 275                                  | 260                                  | 213                                  | 145                                  | 102                                  | 92                                   | 2 120                                |
| Fonte:                               |                                      |                                      |                                      |                                      |                                      |                                      |                                      |                                      |                                      |                                      |                                      |                                      |                                      |

### Demografia
Carcassona é a segunda maior cidade do departamento de Aude a seguir a Narbona (51 039 habitantes). Em contrapartida, a área urbana é a mais populosa, com 96 420 contra os 88 745 de Narbona. Com 729 hab./km², a comuna de Carcassona é a mais densamente povoada de Aude, a grande distância de Limoux (313 hab/km2) ou Narbona (295 hab/km2), embora muito inferior a cidades como Toulouse (3 735 hab/km2), Montpellier (4 524 hab/km2) ou Perpinhã (1 725 hab/km2).
A evolução demográfica desde o fim do século XVIII é regular e geralmente crescente, à parte de breves períodos com ligeiros declínios. As diminuições de população na década de 1970 e início da década de 1980 deveram-se a saldos migratórios negativos em benefício de Toulouse e Montpellier, cidades próximas com melhores ofertas de emprego. Um dado demográfico curioso é a percentagem de habitantes de nacionalidade britânica, que aumentou quase 6 vezes, entre 1975 e 1999, passando de 0,042% para 0,24%, ainda assim um número inferior à do departamento de Aude, que é de 0,3%.
| 1793   | 1800   | 1806   | 1821   | 1831   | 1836   | 1841   | 1846   | 1851   |
| 10 400 | 15 219 | 14 985 | 15 752 | 20 997 | 22 623 | 21 333 | 21 607 | 20 005 |
|        | 46,3%  | 1,5%   | 5,1%   | 33,3%  | 7,7%   | 5,7%   | 1,3%   | 7,4%   |
| 1856   | 1861   | 1866   | 1872   | 1876   | 1881   | 1886   | 1891   | 1896   |
| 19 915 | 20 644 | 22 173 | 24 407 | 25 971 | 27 512 | 29 330 | 28 235 | 29 298 |
| 0,4%   | 3,7%   | 7,4%   | 10,1%  | 6,4%   | 5,9%   | 6,6%   | 3,7%   | 3,8%   |
| 1901   | 1906   | 1911   | 1921   | 1926   | 1931   | 1936   | 1946   | 1954   |
| 30 720 | 30 976 | 30 689 | 29 314 | 33 974 | 34 921 | 33 441 | 38 139 | 37 035 |
| 4,9%   | 0,8%   | 0,9%   | 4,5%   | 15,9%  | 2,8%   | 4,2%   | 14%    | 2,9%   |
| 1962   | 1968   | 1975   | 1982   | 1990   | 1999   | 2006   | 2011   | 2012   |
| 40 897 | 43 616 | 42 154 | 41 153 | 43 470 | 43 950 | 46 639 | 47 268 | 47 068 |
| 10,4%  | 6,6%   | 3,4%   | 2,4%   | 5,6%   | 1,1%   | 6,1%   | 1,3%   | 0,4%   |

| Histograma |
| ---------- |
|            |

## Urbanismo

### Morfologia urbana

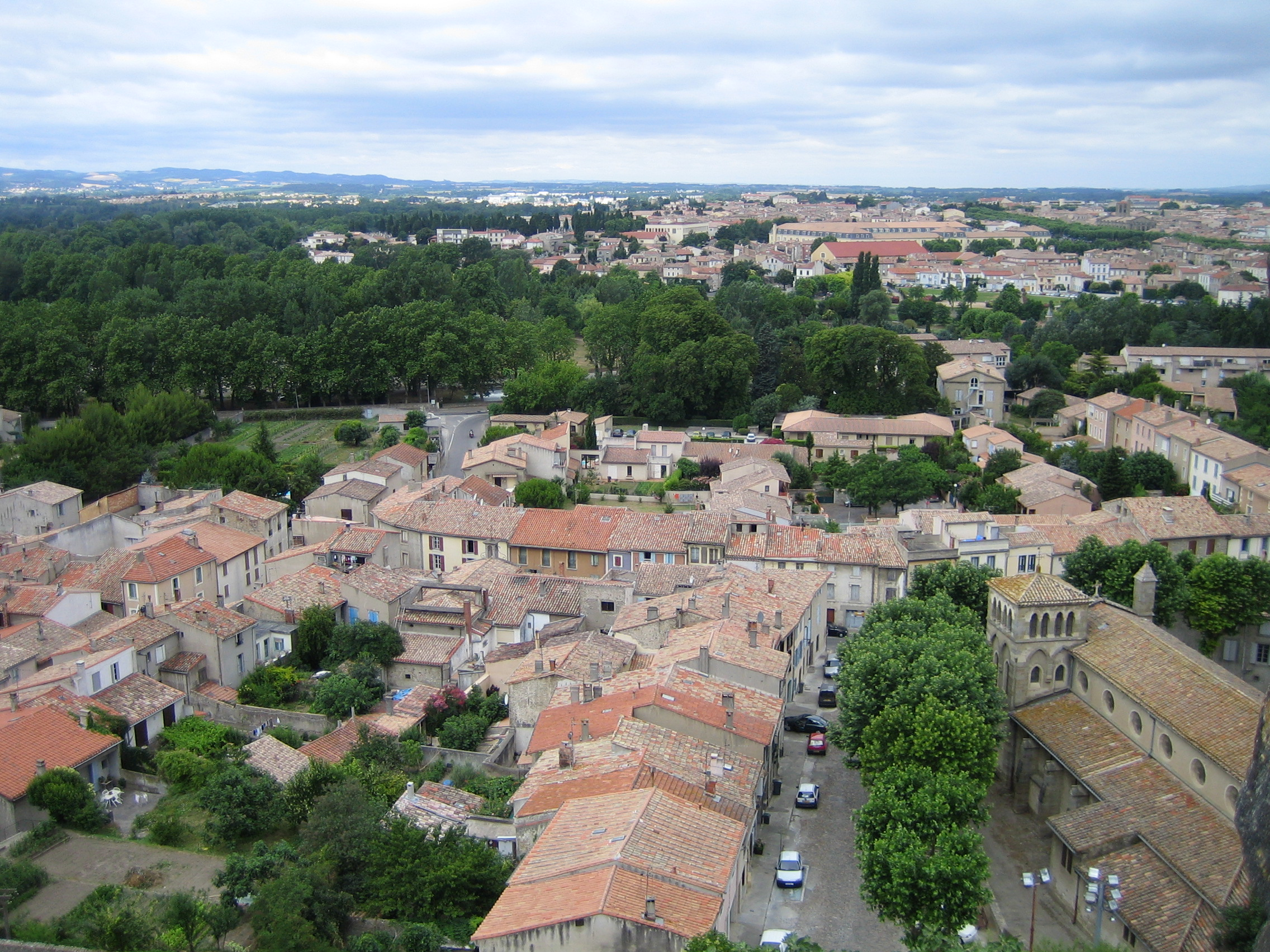
O bairro de Trivalle visto desde a cidadela. No canto inferior direito vê-se a igreja de Saint-Gimer.

Os dois bairros mais importantes são a cidadela ou cidade alta e a bastide ou cidade baixa. Ambos são ligados pelo bairro da Trivalle, onde se situa a Ponte Velha que cruza o Aude. A cidadela ergue-se sobre um promontório elevado e é rodeada por espessas muralhas desde a Idade Média. O habitat urbano da cidadela é dense e antigo, e a circulação automóvel é difícil, regulamentada e interdita nos meses de julho e agosto. A cidade baixa é uma antiga bastide com planta regualr em hexágono cujos ângulos são flanqueados por bastiões. As ruas cruzam-se em ângulo reto e organizam-se em volta de uma praça central, a Praça Carnot. Em volta do conjunto da bastide há um boulevard que segue o percurso das antigas muralhas, destruídas em 1764 por ordem do bispo Armand Bazin de Bezons. Ao contrário das ruas da bastide, o boulevard é largo e aberto. Em muitas das ruas da bastide está interdito o trânsito automóvel.
Os outros bairros importantes da cidade são: La Conte et Joliot-Curie, Ozanam et Saint-Saëns, Saint-Georges, le Viguier, Saint-Jacques, la Cité Fleming, Grazailles-la Reille, la Cité la Prade, la Cité Albignac, le Palais, Gambetta, le Plateau, les Capucins, Bellevue e Pasteur. Na comuna há numerosas pequenas localidades rurais (em francês: hameaux), como Montlegun, Montredon, Grèzes, Herminis, Maquens e Villalbe.

### Habitação

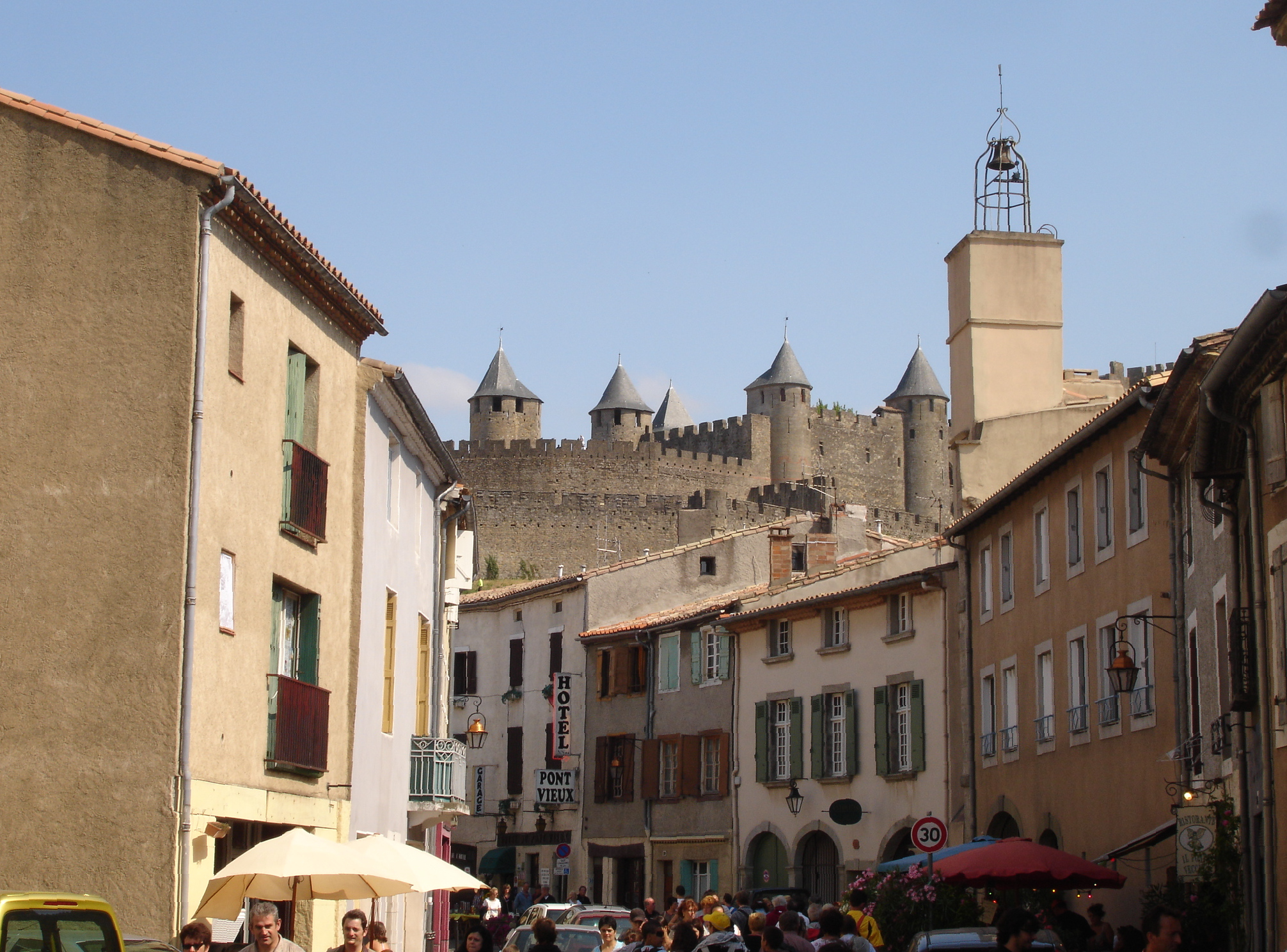
Rua do bairro de Trivalle

Em 2007 Carcassona tinha 25 632 fogos, a maioria deles construídos antes de 1990 — em 1999 só 8,9% das residências principais (primeira residência) eram posteriores a 1990 e as anteriores a 1949 representavam 29,2% do total. 86,6% das casas eram residências principais, 51,3% individuais e 47,8% apartamentos. 48% dos habitantes eram donos das casas onde residem; 49,8% eram arrendatários e 2,2% tinham alojamento gratuito.
Em 2013 a cidade respeitava as disposições legais vigentes em França sobre solidariedade social e renovação urbana que determinam que nas comunas mais importantes a percentagem de habitação social deve ser pelo menos 20% do total. Em 1999, 9,4% do parque habitacional da cidade estava desocupado. Em 1998 o gabinete de HLM (habitação de renda controlada) do governo do departamento de Aude participava em programas de melhoramento de habitações construindo casas que integravam domótica. Os prédios "l'étoile" e "Roosevelt" de Carcassona foram as primeiras construções HLM desse tipo em França. A maior parte das habitações sociais encontram-se nos bairros do Viguier e de La Conte. Os seus residentes são maioritariamente imigrantes ou descendentes de imigrantes.
A maior parte das residências tinha quatro divisões (62,4%); as de três divisões representavam 18,8%, as de duas 13,5% e os estúdios 5,3%. A cidade tem numerosas residências de dimensões relativamente grandes devido a não haver restrições no espaço imobiliário e à pouca procura por alojamentos de pequena dimensão. A maior parte das casas têm boas infraestruturas, como aquecimento central (89,9%), garagem individual, partilhada (box) ou parque de estacionamento (57,4%).

## História
A história de Carcassona está intimamente ligada á sua cidadela. Só em 1247 é que a cidade se expandiu de facto para fora da cidadela, com a criação da bastide Saint-Louis, primeiro núcleo da chamada cidade baixa. A sul da cidadela havia cinco castelos-fortaleza — de Termes, d'Aguilar, de Quéribus, de Peyrepertuse e de Puilaurens — conhecidos como os "cinco filhos de Carcassona" que defendiam a passagem do Languedoque contra os espanhóis e cujas ruínas ainda subsistem.

### Origens

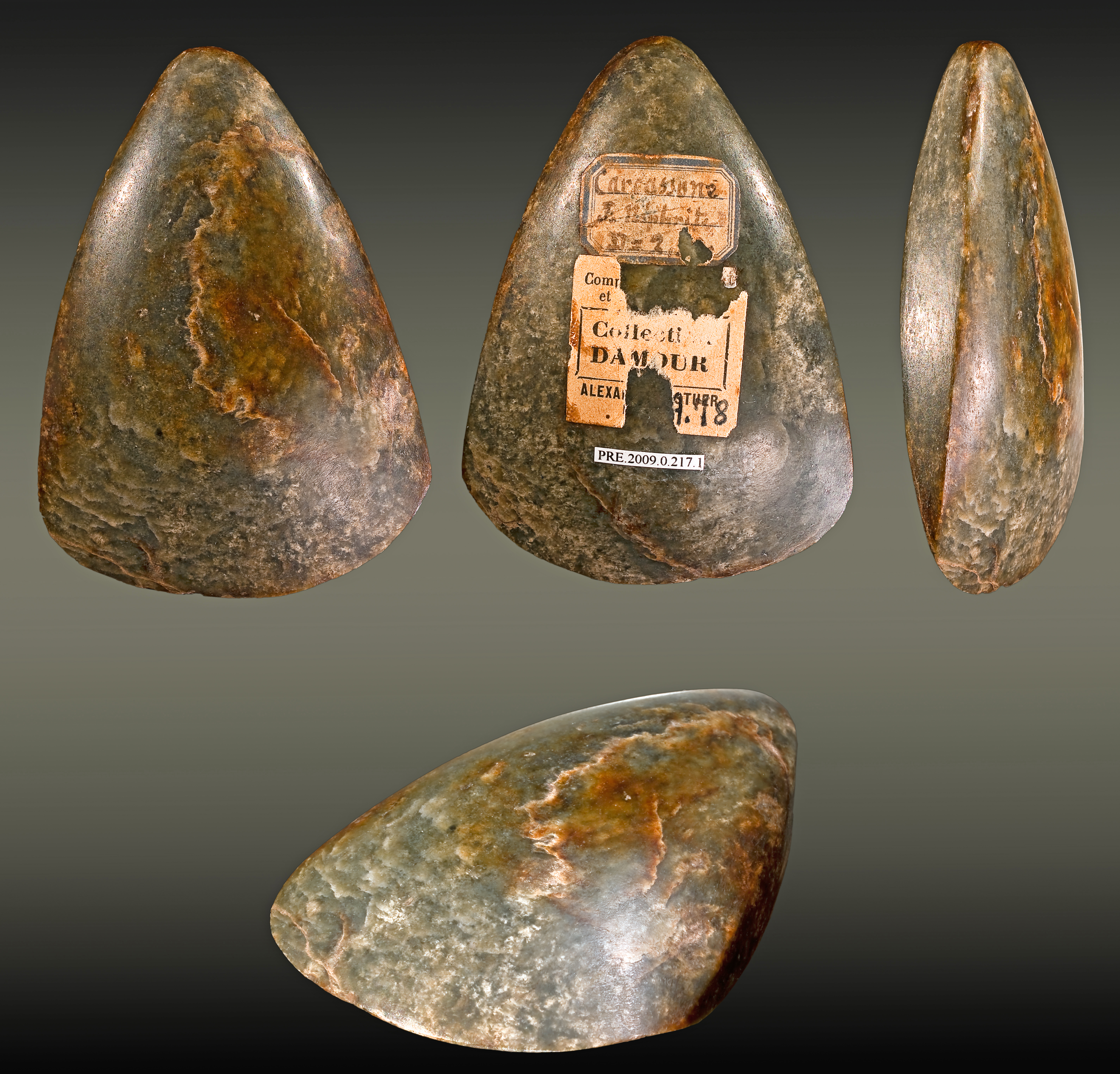
Machado de pedra polida do Neolítico em nefrita encontrado em Carcassona e atualmente no Museu de Toulouse

O local onde se situa a cidade já era habitado no Neolítico, como é atestado por objetos encontrados, dos quais o mais célebre é um machado de pedra polida em nefrita que pertenceu ao mineralogista Alexis Damour (1808–1902) e que se encontra no Museu de Toulouse.
Ali existiu desde cedo um sítio proto-histórico muito ativo situado junto ao rio Átax (o Aude), a que Plínio, o Velho se refere com o nome de "Carcasso dos Volcas Tectósagos". Esse povoado original situava-se no planalto onde passa atualmente a autoestrada
A61. Por razões que se desconhecem, no século VI a.C. o povoado foi transferido para o local onde se ergue atualmente a cidadela. No fim do século II a.C. o local, povoado por Volcas Tectósagos, era já um ópido com fossos e habitações gaulesas, de que os romanos se apossaram e fortificaram em 118 a.C.
Ao romanos seguiram-se os visigodos, no século V d.C., e os sarracenos no século VIII, que ali permaneceram durante cerca de 30 anos antes de serem rechaçados pelos francos. Após a dissolução do Império Carolíngio no final do século IX, iniciou-se a época feudal, ficando Carcassona sob o domínio da família Trencavel, que governou a cidade como uma dinastia entre os séculos XI e XIII. Carcassona prosperou durante essa época e tornou-se um local estratégico de primeira importância no Languedoque.

### Idade Média

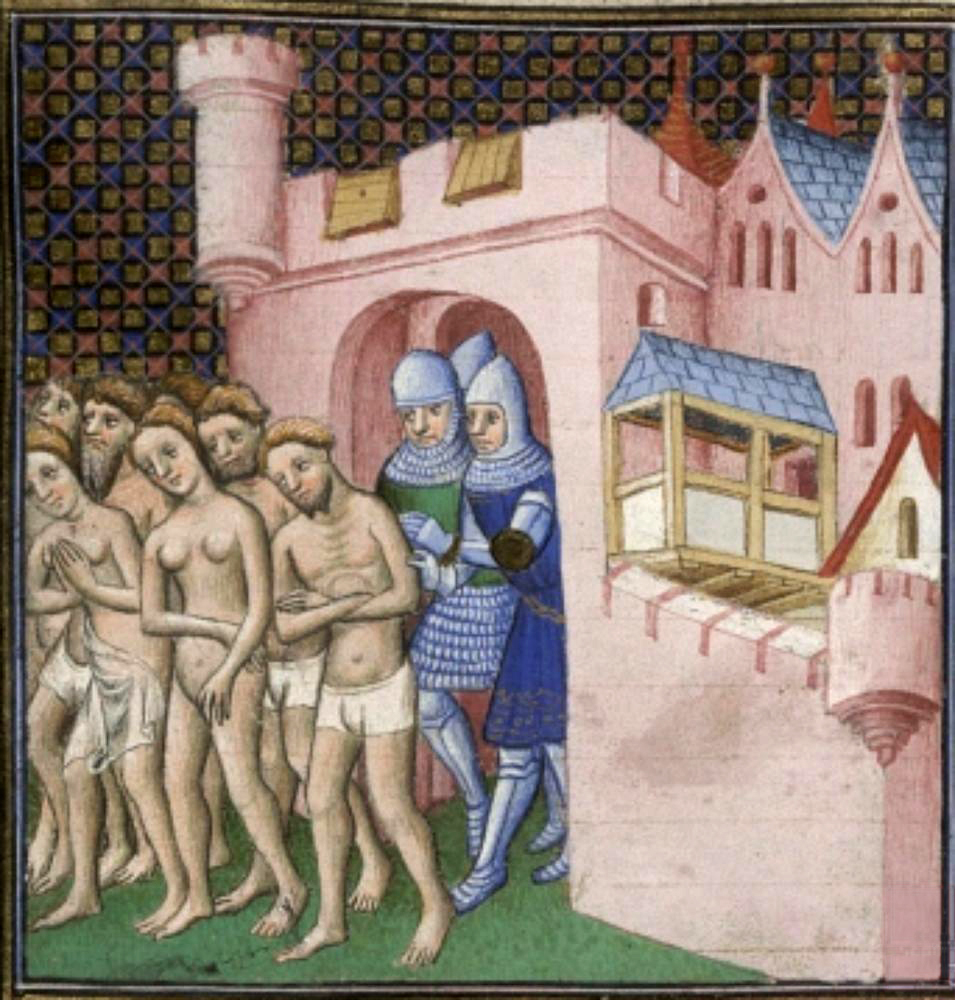
A expulsão dos cátaros de Carcassona, em 1209, numa iluminura de uma versão de das Grandes Chroniques de France

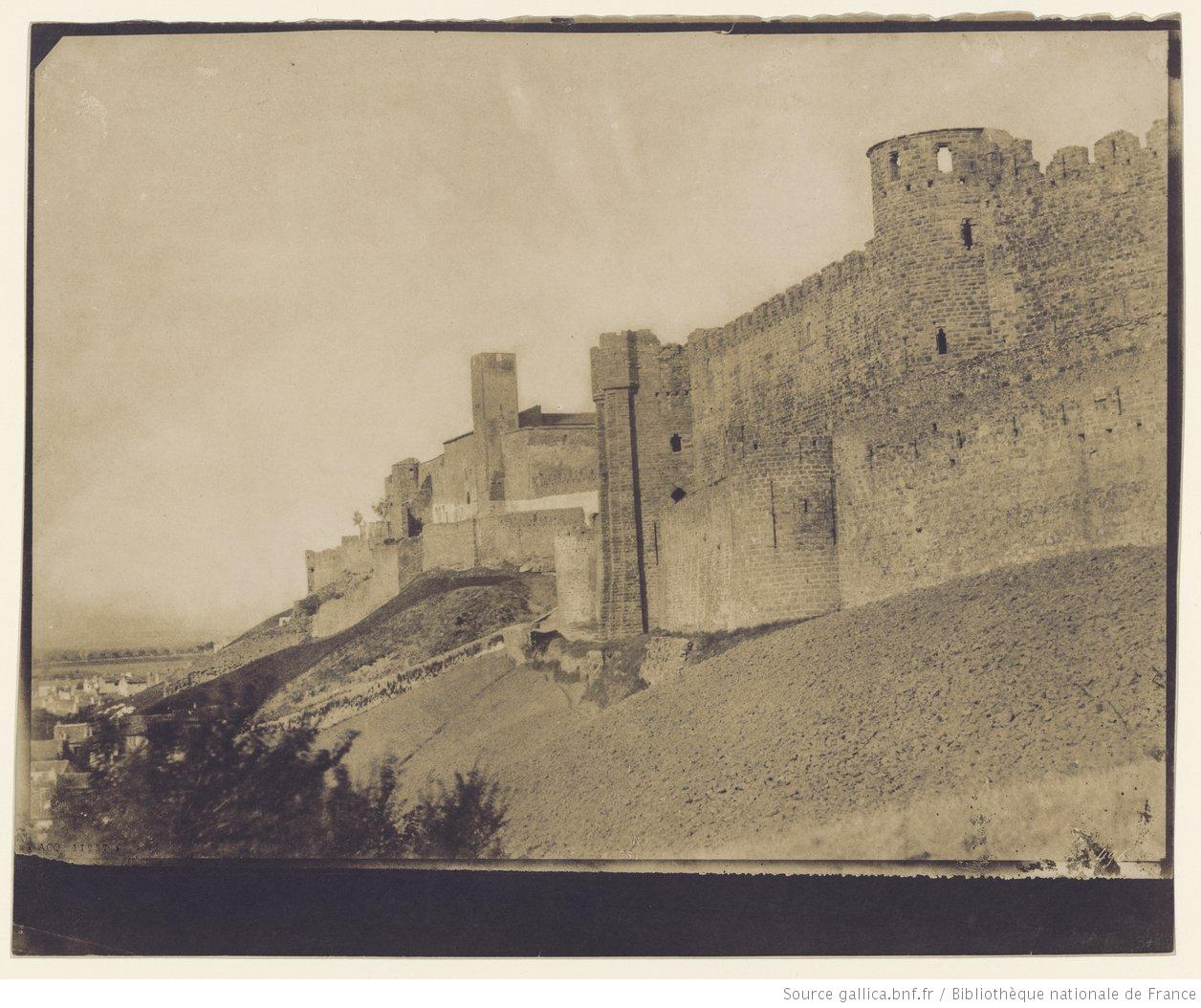
Fotografia da cidadela da autoria de Gustave Le Gray; ca. 1851, antes dos grandes trabalhos de restauro de Viollet-le-Duc

O catarismo teve muitos adeptos em Carcassona. Os cátaros foram protegidos pelo visconde Raimundo Rogério Trencavel (1185–1209), o que fez com que a cidade fosse considerada terra de heresia pelo papa e consequentemente um dos alvos da Cruzada Albigense, liderada primeiro pelo legado papal Arnaldo Amalrico e depois por Simão de Monforte. Em agosto de 1209, o exército de cruzados sitiou Carcassona. Os dois burgos caíram rapidamente, tendo sido prontamente destruídos e incendiados. As muralhas e fortificações da cidadela resistiram aos atacantes, mas Trencavel descurou a defesa dos pontos de abastecimento de água situados fora das muralhas porque acreditava que os sitiados seriam socorridos rapidamente, pelo que a sede e a fome obrigaram o visconde de Carcassona a capitular ao fim de duas semanas de cerco. Trencavel foi preso e morreu pouco depois.
Após a tomada da cidadela, as terras dos Trencavel foram dadas a um dos barões do norte, o célebre Simão de Monforte. O filho deste e sucessor do viscondado de Carcassona, Amalrico VI, doou depois as suas terras ao rei de França, que as integrou no domínio real em 1224. Em 1234 foi instalado na cidade um tribunal da Inquisição.Em 1240, Raimundo II Trencavel, filho de Raimundo Rogério, liderou uma tentativa de revolta dos carcassonenses, o que levou o rei São Luís a perseguir a população da cidade, que foi depois autorizada a estabelecer-se na outra margem do Aude, onde foi fundada uma nova cidade. Foi então criada uma bastide por baixo da cidadela, tornando Carcassona uma cidade bicéfala onde cresceu uma rivalidade feroz entre a cidadela e a nova cidade baixa, tanto em termos sociais como em termos económicos. A bastide Saint-Louis prosperou gradualmente a ponto de ultrapassar a cidadela, que acaba por perder todo o poder e influência política.
Em 1248 a cidade baixa foi dotada de um consulado (governo municipal autónomo). A cidade passou então a ser governada por seis cônsules com a ajuda dos notáveis locais. No século XIV, a cidade era o principal centro de produção têxtil de França, que usava como matéria prima a lã proveniente dos rebanhos da Montanha Negra e do Maciço das Corbières. Os têxteis eram exportados para os grandes entrepostos comerciais da época, como Constantinopla e Alexandria.
Em 1348 a peste assolou Carcassona e o resto do país pela primeira; a epidemia foi recorrente até ao século seguinte. No mesmo período, a Guerra dos Cem Anos provoca numerosos danos. O Príncipe Negro devastou a cidade baixa pelo fogo em 1355, mas poupou a cidadela, devido ao facto de que um cerco vitorioso seria muito longo e atrasaria as suas pilhagens. A bastide foi parcialmente reconstruída (apenas metade) e fortificada em 1359. A indústria de tecidos de lã foi também reiniciada e desenvolveu-se. Apesar de Carcassona nunca ter sido visitada pelo rei Luís XI (r. 1461–1483), este confirmou os privilégios da cidade e não hesitou em defendê-la em março de 1462.

### Séculos XVI a XVIII

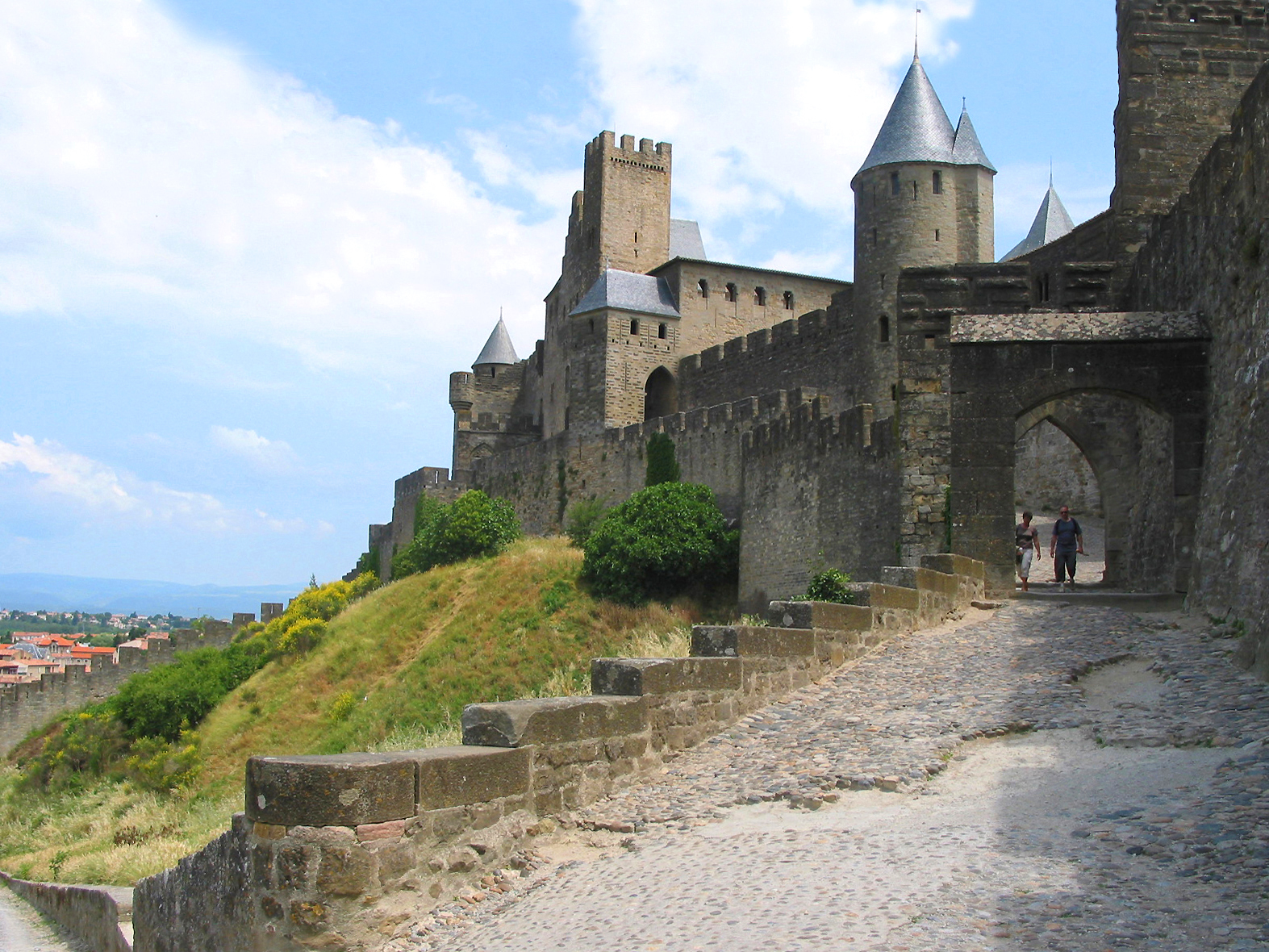
Porta de Aude da cidadela

A partir do início do século XVI, a cidade baixa cresceu mais do que a cidadela, que perdeu o seu papel militar. Em 1531 o protestantismo faz a sua aparição na cidade, mas os calvinistas foram perseguidos na cidade baixa, a qual viu as suas fortificações reforçadas. A cidade tornou-se uma base para os católicos, que dali dirigem ataques contra as aldeias protestantes da região, como Limoux, Bram e outras. As rivalidades crescentes entre a cidadela e a cidade baixa provocam a destruições na cidade baixa. No início da década de 1560, os protestantes de Carcassona são massacrados. Carlos IX passa na cidade durante a sua volta a França (1564–1566), acompanhado pela corte e pelos Grandes do Reino: o seu irmão duque de Anjou, Henrique de Navarra e os cardeais Carlos de Bourbon e de Lorraine.
Uma passagem da «Histoire générale de Languedoc», do abade Joseph Vaissète (1685–1576) apresenta uma descrição interessante da reunião dos "Estados de Languedoque" (États de Languedoc) realizada em 1569, durante o auge das guerras religiosas no grande refeitório dos Agostinhos na cidade baixa de Carcassona, sob a presidência por ordem real de António II de Dax, bispo de Alet. O texto ilustra bem as preocupações e debates que animavam as reuniões dos Estados e atestam que a cidade ainda conservava a sua importância política no Languedoque.

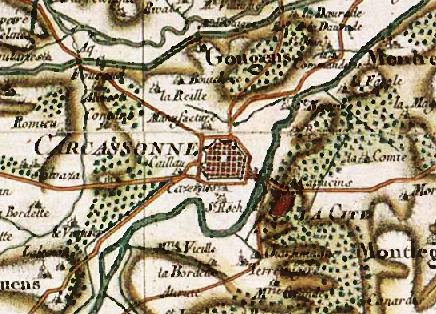
Mapa de Carcassona em 1780 na Carta de Cassini

Pouco a pouco, a cidadela foi perdendo a sua importância, com a transferência de numerosas instituições para a cidade baixa em expansão. A riqueza devida ao comércio de tecidos permitiu embelezar a cidade. A manufatura de tecidos dos Saptes foi relançada em 1667 por Colbert para desenvolver a atividade iniciada pelos irmãos Saptes que se instalaram perto de Conques vindos de Tuchan no século XVI e depois em Carcassona, onde concentraram num só local todas as operações necessárias ao fabrico que tecidos, o que proporcionou uma grande prosperidade à família, cuja terceira geração abandonou a indústria para se dedicar à política.
Nesse período foram construídos vários hôtels (palácios urbanos particulares) sumptuosos, o abastecimento de água foi melhorado, as ruas foram pavimentadas e iluminadas, tornando a cidade mais moderna. As velhas muralhas da cidade baixa foram demolidas no século XVIII, na mesma época em que foi construído o Portal dosJacobinos. Contudo, a indústria de tecidos, praticamente a única atividade industrial da cidade, desaparece devido a vários problemas. Durante a Restauração, a atividade é mecanizada e os salários baixam consideravelmente, provocando a miséria dos últimos tecelões da cidade, acentuada também pela concorrência da viticultura.
A cidade envolveu-se pouco na Revolução Francesa. Em 29 de janeiro de 1790, é criado o departamento de Aude, com capital em Carcassona. A concorrência da indústria têxtil britânica e a mecanização introduzida durante a Restauração fazem baixar os salários do tecelões da cidade, o que aliado ao aumento de preço dos alimentos provoca a miséria,fome e descontentamento popular na cidade.
Entre 1795 e 1800 a cidadela deixa de existir como entidade político-administrativa, sendo absorvida por Carcassona (a cidade baixa).

### Séculos XIX a XXI

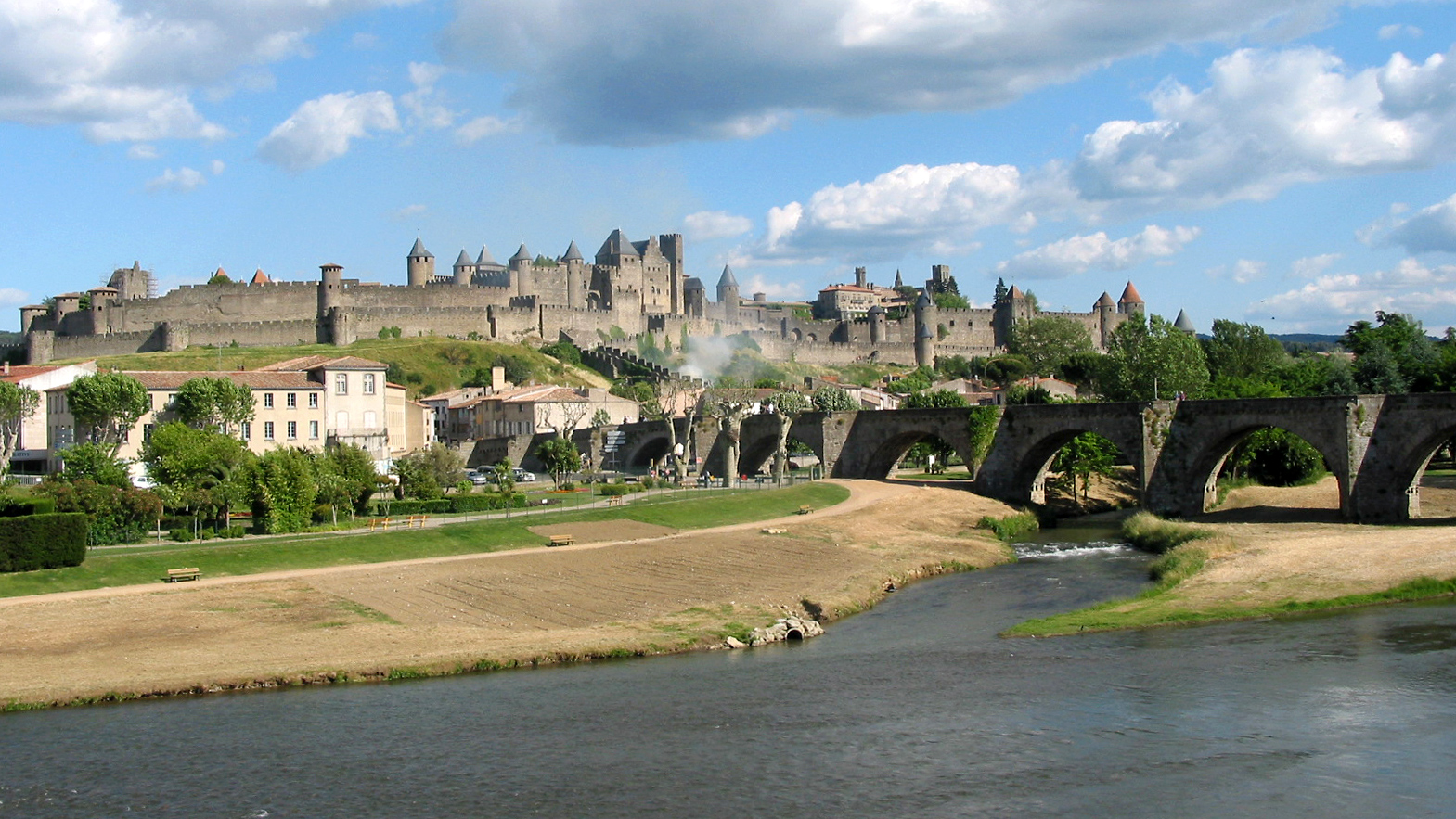
Vista parcial da cidadela de Carcassona

No século XIX assiste-se ao início do interesse pela preservação dos monumentos históricos e pelo restauro e valorização do património francês. A cidadela, completamente arruinada, recebe a atenção de eruditos locais como Jean-Pierre Cros-Mayrevieille, que apoiado por Prosper Mérimée, inspetor dos monumentos históricos, impulsionam trabalhos de restauração, cujo primeiro exemplo foi a Basílica de São Nazário e São Celso. Seguem-se numerosas expropriações; todas as construções nas muralhas foram suprimidas e uma parte considerável da população da cidadela foi transladada.
As obras de restauro da cidadela, alegadamente para restituir a grandeza do século XIII do maior conjunto fortificado medieval da Europa Ocidental, prolongaram-se por meio século. As obras são dirigidas com sucesso pelo arquiteto Viollet-le-Duc, especiaçista de restaurações em França, mas por vezes causam polémica devido às suas escolhas e iniciativas particulares. Embora muitos considerem que a restauração da cidadela foi em geral bem feita, somente 15% dos materiais usados são originais.
Em 1907, os viticultores carcassonenses participam na revolta dos viticultores para denunciar os problemas que afetam a viticultura do Languedoque. A fraude recorrente de certos produtores, a sobreprodução, o míldio e a concorrência provocam a cólera e pedem ao estado, que num primeiro momento não reage, que regulamente a produção vitícola. Em setembro de 1907, Carcassona adere à Confederação geral dos viticultores do Midi (CGV), a primeira união sindical francesa.
Em 1944, a cidadela de Carcassona é ocupada por tropas alemãs, que usam o castelo condal como armazém de muições e explosivos e expulsam os habitantes. Joë Bousquet, comandante da Legião de Honra, indigna-se com esta ocupação e escreve uma carta ao prefeito pedindo a libertação da cidadela, considerada por todo o país uma obra de arte que se tem que respeitar e deixar livre.
Em 1997 a cidadela de Carcassona foi classificada como Património Mundial pela UNESCO. Com três milhões de visitantes anualmente, é um dos locais mais visitados da Europa.

## Infraestruturas
Ensino
A comuna tem 16 jardins de infância e escolas pré-primárias e 18 escolas primárias, que em meados da década de 2000 tinha cerca de 5 000 alunos, 85% em estabelecimentos públicos e 15% em estabelecimentos privados. Há seis colégios (para alunos tipicamente entre os 11 e 16 anos) públicos e quatro liceus (escolas secundárias, tipicamente entre os 15 e 18 anos) públicos, um deles agrícola. No setor privado, há um colégio e dois liceus, um deles de ensino profissional.
No tocante ao ensino superior, há uma escola de enfermagem, um polo da ENAC (Escola Nacional da Aviação Civil), um IUFM (Instituto Universitário de Formação de Mestres) e dois departamentos do IUT (Instituto Universitário de Tecnologia) de Perpinhã (de "estatística e informática decisional" e de técnicas de comercialização).

## Cultura local e património
O principal local turístico de Carcassona é evidentemente a cidadela, classificada como Património Mundial da UNESCO desde 1997 e que atrai cerca de quatro milhões de visitantes por ano, o que a torna o segundo local mais visitado de França a seguir ao Monte Saint-Michel. O castelo condal e as muralhas recebem aproximadamente 500 000 visitantes por ano. A cidadela é um conjunto medieval único na Europa devido ao seu tamanho e ao seu estado de conservação. É rodeada por duas linhas de muralhas e no seu interior destaca-se o chamado castelo condal e a basílica de São Nazário.

### Castelo condal
Situado no interior da cidadela, o castelo condal é uma fortaleza onde residiam os viscondes de Carcassona. Algumas das sua fundações assentam sobre um domus (casa romana) do século I d.C. Desde cedo que o sítio se tornou um local de poder. O castelo foi construído no início do século XII e desse período ainda existe uma parte do donjon (torre de menagem com funções residenciais). Foi modificado várias vezes ao longo dos séculos, nomeadamente em 1229, quando se tornou a sede o senescal (representante do rei encarregado da aplicação da justiça e do controle da administração). Entre 1240 e 1250 for construída uma muralha para o fortificar, constituída por uma cortina, torres redondas, um castelejo de entrada, uma barbacã e um fosso.
O castelo está aberto ao público durante todo o ano e através dele tem-se acesso às muralhas da cidadela. No seu interior há um museu e uma exposição permanente sobre a restauração da cidadela no século XIX.

### Basílica de São Nazário
É uma igreja românica construída no século XI no local onde antes se encontrava uma catedral carolíngea, da qual não há quaisquer vestígios. Foi bendita e consagrada catedral pelo papa Urbano II em 1096. A cripta data igualmente da época da construção da nova catedral pela família Trencavel. Os vitrais originais da basílica encontram-se na Sainte-Chapelle em Paris.
A catedral foi construída em arenito no exterior. Foi ampliada entre 1269 e 1330 no estilo gótico imposto pelos novos senhores da região, com um transepto e um coro muito elegantes, uma decoração de esculturas e um conjunto de vitrais que estão entre os mais belos do sul de França. Uma grande parte dessas decorações e do acabamento das abóbadas deve-se ao financiamento do prelado Pierre de Rochefort. As suas armas são visíveis no coro, na abside e no tramo sul do transepto; a capela colateral norte contém o monumento comemorativo da sua morte. O arcebispo de Carcassona Pierre Rodier tem o seu brasão na capela colateral sul.
A Basílica de São Nazário está classificada como monumento histórico desde 1840. As renovações de Viollet-le-Duc transformaram muito o seu exterior, mas é o interior que é mais notável. É possível observarem-se os dois estilos — românico e gótico — nos vitrais, nas esculturas e em todas as decorações da igreja. Nas fachadas há numerosos vitrais dos séculos XIII e XIV, que representam cenas da vida de Cristo e dos seus apóstolos.
Até ao século XVIII a catedral de São Nazário foi o principal centro religioso de Carcassona. No fim do Antigo Regime, o cabido da catedral mantinha um pequeno grupo de música composto por um organista, um maestro e pelo menos cinco meninos de coro. O cabido foi extinto em 1790 e em 1801 a igreja perdeu o título de catedral para a igreja de São Miguel, situada na bastide, fora da cidadela. Esta transferência ocorreu num contexto de mudanças, com o abandono da cidadela e expansão da cidade baixa. A antiga catedral foi declarada basílica em 1898 pelo papa Leão XIII.

### Canal do Midi
O Canal do Midi, também chamado Canal dos Dois Mares, pois liga o mar Mediterrâneo ao oceano Atlântico, é uma via fluvial classificada como Património Mundial desde 1996. Quando o canal abriu, em 1681, não passava em Carcassona, mas sim a dois quilómetros da cidade, devido a desacordos nas negociações com Pierre-Paul Riquet, que reclamava aos cônsules da cidade um financiamento de 100 000 libras para fazer o canal passar na cidade. Esta decisão dos dirigentes locais teve um impacto negativo na economia da cidade, pois o tráfico fluvial não parava em Carcassona. Devido a este facto, Carcassona não se desenvolveu tanto como Castelnaudary. Foi então proposto desviar o canal para passar na cidade e construir um porto fluvial, o que aconteceu em 1810. Há três pontes sobre o canal em Carcassona: a Ponte Marengo, a Ponte da Paz e a Ponte de Jena.
O canal provocou numerosas transformações urbanas na cidade baixa. Os fossos em volta das muralhas da bastide foram aterrados a fim de construir grandes boulevards. Em 1812, um grande projeto permitiu urbanizar as áreas entre o canal e a bastide. Nos anos que se seguiram foram construídas casas e edifícios para o funcionamento do canal.

### BastideSaint-Louis
Mais conhecida como "cidade baixa" (ville basse), é o centro de comércio e residencial de Carcassona. A criação de um burgo sumariamente fortificado foi autorizado pelo rei Luís IX de França (São Luís) em 1247. A muralha que rodeava o burgo da qual apenas existem alguns vestígios, tinha 2,8 km de perímetro e foi construída entre 1355 e 1359, por ordem do conde de Armagnac. Em 1355 a cidade baixa foi saqueada pelo Príncipe Negro. Em 1539, a bastide foi modificada e adquiriu o aspeto atual.
A planta da cidade baixa, típica das bastides do sul de França, é em quadrícula, centrado na Praça Carnot, que ainda hoje é o local do mercado. As ruas estreitas cruzam-se em ângulo reto e vão de um lado ao outro da cidade. O traçado das ruas permitia aos defensores medievais percorrer sem obstáculos toda cidade a cavalo para defenderem as muralhas atacadas. No fim do século XVI, durante as guerras religiosas, as muralhas foram reforçadas com quatro bastões: o de Saint-Martin, o do Calvário, o de Montmorency e o da Torre Grande ou dos Moinhos. A porta monumental dos Jacobinos é uma das quatro portas que se situavam nos pontos cardinais das muralhas da bastide.
Atualmente a bastide é constituída por ruas onde está interdito o trânsito automóvel e onde há numerosas lojas. No verão é montado um palco na Praça Carnot para espetáculos gratuitos do Festival da Bastide.

### Edifícios religiosos
Entre a cidade baixa e a cidadela, Carcassona tem vários edifícios religiosos. Duas das igrejas — a catedral de São Miguel e a igreja de São Vicente — foram construídas quando as suas respetivas aldeias se constituíram, durante a Idade Média. A primeira foi construída em 1247 e é o local de culto da bastide Saint-Louis. De estilo gótico languedociano, tornou-se catedral em 1803, depois da destituição da Basílica de São Nazário, situada na cidadela. A parte sul da catedral estava encostada a uma muralha construída depois da destruição do burgo em 1355. O campanário tem três andares retangulares e maciços e um quarto octogonal. A catedral foi restaurada várias vezes por Viollet-le-Duc. A igreja de São Vicente foi construída em 1269 e possui a 2ª maior nave de tramo único de França (20 metros), a seguir à catedral de Mirepoix (20,5 m).
A igreja de Saint-Gimer situa-se no bairro da Barbacane ("barbacã"), no sopé da cidadela. É mais recente do que as restantes, tendo sido construída por Viollet-le-Duc entre 1854 e 1859 no sítio da barbacã de Aude, que foi demolida nesa altura. A capela homónima já existia no bairro antes da construção da igreja. Foi construída no século XVII no local da casa onde nasceu Saint Gimer, bispo de Carcassona no início do século X.
Além de Saint Gimer, há várias capelas na cidade, como a de Nossa Senhora da Saúde (Notre-Dame-de-la-Santé), construída 1527 com dinheiro deixado em testamento por Jean de Saix. Fazia parte do hospital dos pestilentos que se situava junto da Ponte Velha. Outra capela é a das Carmelitas, situada na bastide Saint-Louis. Foi reconstruída várias vezes no século XIV, e depois nos séculos XVII e XVIII.
Há também um templo protestante na Rua Antoine-Marty, que foi inaugurado em 1890. A sua fachada sóbria faz lembrar uma igreja anglicana. Em 2000 foi inaugurada a mesquita As-Salam no bairro La Conte.

### Espaço verdes
A cidade tem duas flores atribuídas pelo Conselho nacional das cidades e aldeias floridas de França e tem numerosos espaços verdes, dos quais se destacam os seguintes:
- Jardim Maria e Pierre Sire — Situado em frente aos edifícios administrativos do bairro da Trivalle, ao pé da Ponte do Aude, o seu nome é uma homenagem a duas figuras ilustres de Carcassona, ambos ligados à escola da cidadela, Pierre como fundador e Maria como diretora.[62]
- Jardim André Chénier — Situa-se entre o Canal do Midi e a estrada nacional 113, em frente à estação ferroviária. Data de 1821 em honra da abdicação de Napoleão e a entrada de Luís XVIII em Paris em 1814.[63]
- Esplanada Gambetta — tem espaços verdes e duas alamedas de plátanos.
- Parque Fabrique des Arts.
- Parque da Ilha, no sopé da cidadela.
- Jardins Bellevue, à beira do Aude.

### Hôtelsparticulares
A cidade tem numerosos hôtels (palácios urbanos) de burgueses que testemunham o seu passado comercial e industrial. Estes palácios datam do período da indústria têxtil, entre os séculos XVII e XVIII. Na Rua de Verdun (antiga Rua Mage) há vários destes edifícios, como o Hôtel Besaucèle, o Hôtel Bourlat e o Hôtel de Roux d'Alzonne onde funciona o Colégio André-Chénier. Alguns deles destacam-se dos restantes, como o Hôtel de Franc de Cahuzac, o Hôtel Castanier-Laporterie ou o Hôtel de Murat.
Outros que cabe mencionar são o Hôtel de Pelletier du Claux, o Hôtel de Saix, o Hôtel Roques-Guilhem, o Hôtel de Maistre, o Hôtel Saint-André e o Hôtel de Rolland, que atualmente é a sede do município (mairie).

### Outros edifícios
Há outras edificações com importância histórica. A Ponte Velha (Pont Vieux), com 225 metros de comprimento sobre o Aude, foi a primeira ponte a ligar a cidadela à bastide. Atualmente está reservada a peões. Dela tem-se uma bela vista das muralhas da cidadela e do bairro da Trivalle, situada abaixo da cidadela. É nesse bairro que se encontra a manufatura real de La Trivalle, um conjunto de oficinas destinada à confeção de tecidos. A fábrica foi criada em 1696 por Colbert para fomentar a exportação de têxteis de qualidade para o Mediterrâneo Oriental. O único edifício que se conserva da antiga fábrica situa-se na extremidade da Ponte Velha e atualmente está integrado no conjunto da chamada cidade administrativa.
No coração da bastide Saint-Louis encontra-se o Halle aux Grains ("mercado de cereais"), datado de 1769. O monumento à Resistência, uma escultura monumental da autoria de René Iché situada no boulevard Marcou que representa dois lutadores enfrentando-se.

### Património cultural
A cidade dispõe de várias infraestruturas para a promoção da cultura. O Teatro Jean-Deschamps, ao ar livre, est
a instalado no centro da cidadela e é um local privilegiado dos espetáculos dos festivais que se realizam todos os verões. No Teatro Municipal Jean-Alary são representadas várias peças ao longo de todo o ano; é um teatro caraterístico do período entre as duas guerras mundiais, sóbrio e funcional, construído em 1933 e da autoria dos arquitetos R. Esparseil et M. Oudin no que era o antigo convento dos dominicanos. As decorações interiores incluem pinturas de J.-N. Garrigues et de G.-J. Jaulmes. Está classificado como monumento histórico.
Além desses dois teatros, há mais duas salas de espetáculos: o auditório instalado na antiga capela do colégio dos jesuítas e a "Chapeau rouge", na Rua Trivalle, no sopé da cidadela.
O Museu de Belas Artes de Carcassona ocupa o antigo présidial (tribunal do Antigo Regime) situado nos boulevards da cidade baixa. Possui uma coleção de pinturas ocidentais dos séculos XVII a XIX, uma coleção de faianças, tapeçarias e objetos de arte. Entre as obras do seu acervo destaca-se um grande telescópio que foi usado por Napoleão durante a sua viagem de regresso da ilha de Elba em 1815 e estava esquecido desde um fogo ocorrido nos arquivos do museu em 1942; foi redescoberto em 2011.
A biblioteca tem um fundo importante de documentos antigos e preciosos, como por exemplo o único exemplar conhecido do manuscrito do romance Flamenca, considerado um protótipo do romance de amor cortês, ou os arquivos do filósofo Ferdinand Alquié.